# Batalla de Boulogne
La batalla de Boulogne de 1940 consistió en la defensa del puerto de Boulogne-sur-Mer por parte de tropas francesas, británicas y belgas en el contexto de la batalla de Francia durante la Segunda Guerra Mundial. La batalla fue librada al mismo tiempo que el sitio de Calais, justo antes de la Operación Dinamo, la evacuación de la Fuerza Expedicionaria Británica (BEF) de Dunkerque. Tras el contraataque franco-británico en la batalla de Arrás el 21 de mayo, las unidades alemanas se mantuvieron preparadas para resistir una reanudación del ataque el 22 de mayo. El General der Panzertruppe (teniente general) Heinz Guderian, comandante del XIX Cuerpo, protestó porque quería lanzarse contra el norte por la costa del Canal para capturar Boulogne, Calais y Dunkerque. No se ordenó un ataque por parte del XIX Cuerpo hasta las 12:40 del 22 de mayo, momento en el que las tropas aliadas en Boulogne habían sido reforzadas desde Inglaterra por la mayor parte de la 20.ª Brigada de la Guardia.
La Guardia tuvo tiempo de atrincherarse alrededor del puerto antes de que la 2.ª División Panzer, que había sido retrasada por las tropas francesas en Samer, atacara el perímetro ocupado por la Guardia Irlandesa hacia las 17:00 y fuera expulsada tras una hora de combate. El frente de la Guardia Galesa fue atacado a las 20:00 y nuevamente al amanecer, cortando el paso a un grupo de irlandeses a las 22:00. Al amanecer del 23 de mayo, los ataques alemanes se reanudaron, y terminaron haciendo retroceder a los defensores a la ciudad. Unos ochenta bombarderos ligeros de la Real Fuerza Aérea (RAF) efectuaron salidas en apoyo de los defensores del puerto.
Buques de la Marina Real se abrieron paso a tiros hacia y desde el puerto, destructores franceses y británicos bombardearon posiciones alemanas mientras se embarcaba a heridos y no combatientes y una partida de demoliciones naval desembarcó. Durante un momento de calma la tarde del 23 de mayo, la Luftwaffe bombardeó el puerto, pese a ser interceptada por cazas de la RAF. A las 18:30 se ordenó a la brigada de la Guardia que volviera a embarcar; los destructores británicos se enfrentaron a los tanques y la artillería alemanes para atracar. No se pudo contactar con los defensores franceses de la parte baja de la ciudad y hasta la mañana del 24 de mayo el general Lanquetot no se dio cuenta de que los británicos se habían ido.
Los franceses y las tropas británicas restantes resistieron hasta el 25 de mayo y luego se rindieron. Guderian escribió que la orden de alto y la retención de considerables fuerzas para protegerse de los contraataques aliados hizo perder rápidamente la oportunidad de capturar los puertos del Canal y destruir a las fuerzas aliadas en el norte de Francia y Bélgica. El avance sobre Dunkerque comenzó el 23 de mayo, pero al día siguiente se detuvo hasta el 27 de mayo. Dunkerque no fue capturado hasta el 4 de junio; para entonces, la mayor parte de la BEF y muchas tropas francesas y belgas habían escapado.

## Antecedentes

### Boulogne

Boulogne-sur-Mer, Calais, Dunkerque y Dieppe son puertos en el lado francés en la parte más estrecha del canal de la Mancha. Boulogne se encuentra en la desembocadura del caudaloso río Liane, que serpentea por un valle. El puerto se encuentra en un terreno llano en ambas orillas del río, bien urbanizado y con empinadas carreteras cuesta arriba hasta el casco antiguo (Haute Ville o la Ciudadela). Las colinas ondulantes proporcionan accesos ocultos al puerto y ofrecen un terreno elevado a cualquier atacante, sobre todo la cresta de Mont St. Lambert. Durante la guerra de broma (septiembre de 1939-10 de mayo de 1940), la Fuerza Expedicionaria Británica (BEF) había sido abastecida a través de puertos situados más al oeste, como El Havre y Cherburgo, pero los puertos del Canal entraron en funcionamiento una vez que se colocaron barreras de minas en el canal de la Mancha a finales de 1939, para reducir la demanda de buques y escoltas. Cuando comenzaron los permisos para las tropas de la BEF en diciembre, Boulogne pasó a utilizarse para las comunicaciones y para los movimientos de tropas.

### Batalla de Francia
El 10 de mayo de 1940, los alemanes iniciaron el Fall Gelb (Plan Amarillo), la ofensiva contra Francia, Bélgica y los Países Bajos. En cuestión de días, los alemanes consiguieron penetrar en el centro del frente francés, cerca de Sedán, y avanzaron hacia el oeste, por el valle del río Somme. A medida que la BEF se replegaba a través de Bélgica hacia el norte de Francia, se necesitaban menos tropas de suministro al acortarse las líneas de comunicación. Los británicos comenzaron a retirar el excedente de mano de obra a través de Boulogne y Calais y, el 17 de mayo, el teniente general Douglas Brownrigg, general adjunto de la BEF, trasladó el Cuartel General de la Retaguardia (GHQ) de Arrás a Boulogne sin informar a sus oficiales de enlace franceses. Los alemanes capturaron Abbeville, en la desembocadura del Somme, el 21 de mayo, aislando a las tropas aliadas en el norte de Francia y Bélgica de sus bases más al sur.
La defensa de Boulogne era responsabilidad de la Marina francesa, que contaba con una guarnición de 1100 hombres en los fuertes novecentistas del puerto, dirigido por el Capitaine de Vaisseau Dutfoy de Mont de Benque. Ocho cañones antiaéreos de 3,7 pulgadas británicos del 2.º Regimiento Antiaéreo Pesado, ocho ametralladoras del 58.º Regimiento Antiaéreo Ligero y una batería del 2.º Regimiento de Reflectores habían llegado desde Inglaterra el 20 de mayo; los franceses tenían dos cañones de campaña de 75 mm, dos cañones antitanque de 25 mm y dos tanques, uno de los cuales era inservible. El 20 de mayo, los elementos de la vanguardia del XIX Cuerpo alemán (General der Panzertruppe Heinz Guderian) llegaron a Abbeville. Los puertos del Canal se convirtieron en la única forma de suministro y, de ser necesario, de evacuación, de los Aliados. A primera hora del 21 de mayo, Dutfoy ordenó a la guarnición naval de 1100 hombres que se retirara detrás de las gruesas murallas medievales de la Haute Ville (casco antiguo o ciudadela), al este del río Liane.
Dutfoy escuchó informes alarmistas sobre la aproximación de una gran fuerza alemana, al parecer del general Jean Pelissier de Féligonde, comandante del 137.º Regimiento de Infantería, que había sido atacado por tanques alemanes en Hesdin, a 48 km al sureste del puerto. Dutfoy ordenó a sus hombres inutilizar la artillería costera de los fuertes y dirigirse al puerto para la evacuación; las órdenes fueron ampliadas por otros oficiales. Dutfoy partió hacia Dunkerque de madrugada y la disciplina se desmoronó, un almacén naval fue asaltado y los saqueadores se bebieron el contenido. Los civiles que aún esperaban plaza en los barcos de evacuación empezaron a entrar en pánico, hasta que el capitaine de frégatte Poher, encargado del frente marítimo, amenazó a la multitud con una pistola. Poher se retiró a las 10:00 y los cañonazos navales continuaron. Algunos hombres de Dutfoy se pusieron en contacto con el vicealmirante Marcel Leclerc, comandante adjunto de Dunkerque, que ordenó conservar los cañones restantes para la defensa de la ciudad. En una visita a Boulogne a primera hora del 22 de mayo, Leclerc ordenó a los marineros que lucharan y esperaran ayuda de los ejércitos francés y británico. El almirante Jean Abrial, comandante francés de Dunkerque, emitió una orden: «Morirán en sus puestos uno a uno antes que rendirse...».

## Preludio

### Preparativos defensivos aliados

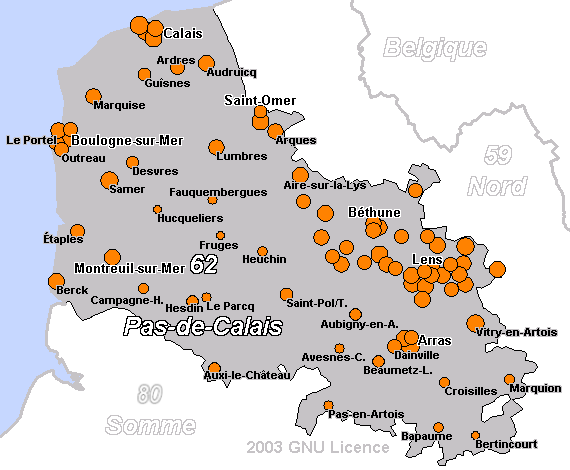

Un destacamento de Marines Reales llegó a Boulogne a primera hora del 21 de mayo. La 20.ª Brigada de la Guardia (brigadier William Fox-Pitt), formada por el 2.º Batallón de la Guardia Galesa y el 2.º Batallón de la Guardia Irlandesa, estaba entrenando en Camberley el 21 de mayo cuando se le ordenó embarcar rumbo a Francia. Junto a la compañía antitanque de la brigada y una batería del 69.º Regimiento Antitanque de la Artillería Real, la Guardia llegó a Boulogne la mañana del 22 de mayo a bordo de tres buques mercantes y el destructor HMS Vimy, escoltados por los destructores Whitshed y Vimiera. La 21.ª División de Infantería francesa (Général de brigade Pierre Louis Félix Lanquetot) debía defender una línea entre Samer y Desvres, unos 16 km al sur de la ciudad, donde ya habían llegado tres batallones. Se esperaban más refuerzos británicos, incluido un regimiento de tanques de crucero, desde Calais el día siguiente.
Fox-Pitt desplegó a sus hombres en el terreno elevado a las afueras de la ciudad, enlazando con Lanquetot, que organizó a las tropas francesas en la ciudad. La Guardia Irlandesa mantenía el flanco derecho al suroeste desde el río en St. Léonard hasta el mar en Le Portel y la Guardia Galesa el flanco izquierdo al noreste del río en las laderas occidentales de la cresta de Mont Lambert y terreno elevado a través de St. Martin Boulogne, lo que formaba un perímetro defensivo de 9,7 km. Una partida de unos cincuenta hombres de la 7.ª Royal West Kents de Albert había levantado barricadas, unos 100 hombres de la 262.ª Compañía de Campaña de los Ingenieros Reales y la tripulación antiaérea mantenían el flanco derecho de la Guardia Galesa, a lo largo de las carreteras que entraban desde el sur. Fox-Pitt había dejado una brecha en el perímetro entre el flanco izquierdo galés y la costa para los refuerzos esperados desde Calais. En la ciudad, a la espera de la evacuación,, había 1500 hombres del Grupo n.º 5 del Auxiliary Military Pioneer Corps (AMPC), una mezcla de reservistas retirados y tropas a medio entrenar que trabajaban como peones a las órdenes del teniente coronel Donald Dean VC. Bajo mando francés estaban las guarniciones de los fuertes y algunas unidades de entrenamiento francesas y belgas de valor militar limitado. Lanquetot le había dicho a Fox-Pitt que las fuerzas francesas en Boulogne estaban «replegadas», lo que Fox-Pitt dedujo que significaba que estaban listas para rendirse.

### Preparativos ofensivos alemanes

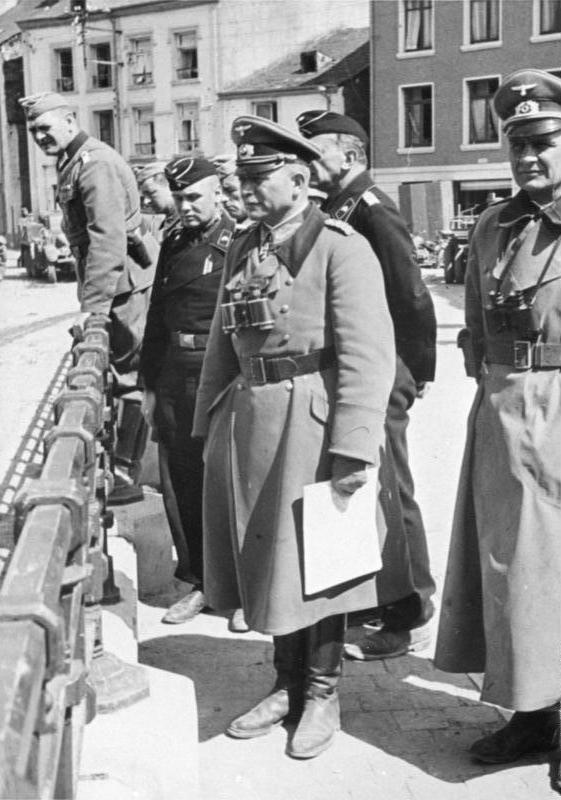

El contraataque franco-británico en Arrás llevó a los alemanes a seguir atacando hacia el norte, hacia los puertos del Canal, en lugar de hacia el sur por el Somme y, a finales del 21 de mayo, el Oberkommando des Heeres (OKH) ordenó al Panzergruppe Kleist avanzar unos 80 km hacia el norte, para capturar Boulogne y Calais. El temor a un nuevo contraataque hizo que se retuviera el XV Cuerpo, que una división del XLI Cuerpo se desplazara hacia el este y que la 10.ª División Panzer del XIX Cuerpo se destacara para protegerse de un contraataque desde el sur. Partes de la 1.ª División Panzer (teniente general Friedrich Kirchner) y la 2.ª División Panzer (teniente general Rudolf Veiel), ambas formaciones del XIX Cuerpo, también se retuvieron para defender cabezas de puente sobre el Somme. Se ordenó a la 2.ª División Panzer avanzar hacia Boulogne en una línea de Baincthun a Samer, con la 1.ª División Panzer resguardando el flanco a la derecha, avanzando hacia Desvres y Marquise en caso de un contraataque desde Calais.

## Batalla

### 22 de mayo

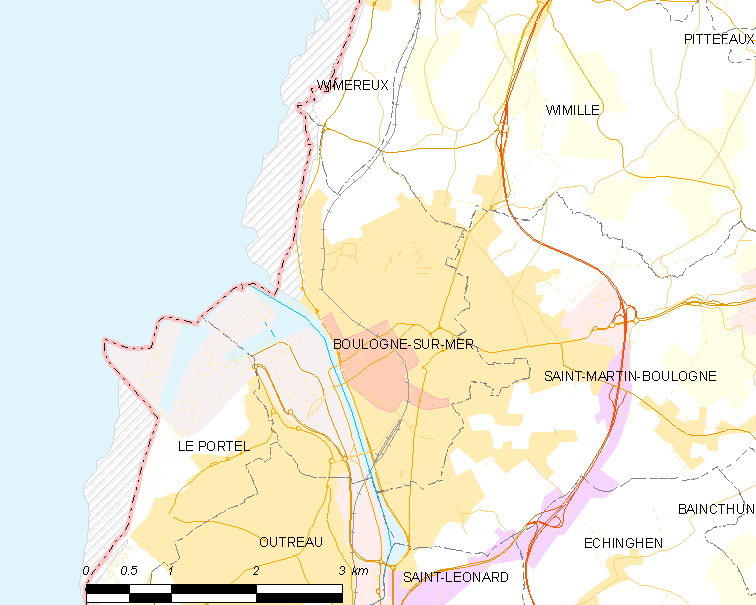

La 2.ª División Panzer formó dos columnas, una para rodear la ciudad y atacar desde el norte. La columna del sur estableció contacto a primera hora de la tarde del 22 de mayo contra la compañía de cuartel general del 48.º Regimiento de Infantería francés, las únicas tropas de la 21.ª División que se encontraban entre los alemanes y Boulogne. Los administrativos, conductores y controladores franceses instalaron dos cañones de campaña de 75 mm y dos cañones antitanque de 25 mm para cubrir la encrucijada de Nesles, donde retrasaron a los alemanes durante casi dos horas, hasta que fueron flanqueados. La columna legó a las afueras de Boulogne por la noche y empezó a bombardear y sondar las posiciones de la Guardia Irlandesa al sur de la ciudad. Los irlandeses incapacitaron el tanque alemán que iba en cabeza y repelieron los ataques posteriores, a pesar de que los alemanes arrollaron a uno de sus pelotones de vanguardia. En las primeras horas, los alemanes atacaron las posiciones de la Guardia Galesa a lo largo de la costa desde el noreste cuando empezaban a envolver la ciudad, pero fueron obligados a retroceder en cada ocasión. Brownrigg, con el único enlace de comunicación de Fox-Pitt con Inglaterra, partió con su personal a las 03:00 en el destructor HMS Verity sin informar a la Guardia. Solo unas pocas tropas de la 21.ª División de Infantería pudieron ocupar sus posiciones de bloqueo cerca de Desvres antes de que los alcanzara el avance alemán. Los franceses consiguieron retrasar a la 1.ª División Panzer aquí durante gran parte del 22 de mayo antes de que Fox-Pitt fuera informado a las 04:00 de que los tanques alemanes habían obligado a los franceses a retroceder a Boulogne. La mayor parte de la 21.ª División de Infantería, en ruta hacia Boulogne en tren, fue emboscada por los tanques alemanes y dispersada.

### 23 de mayo

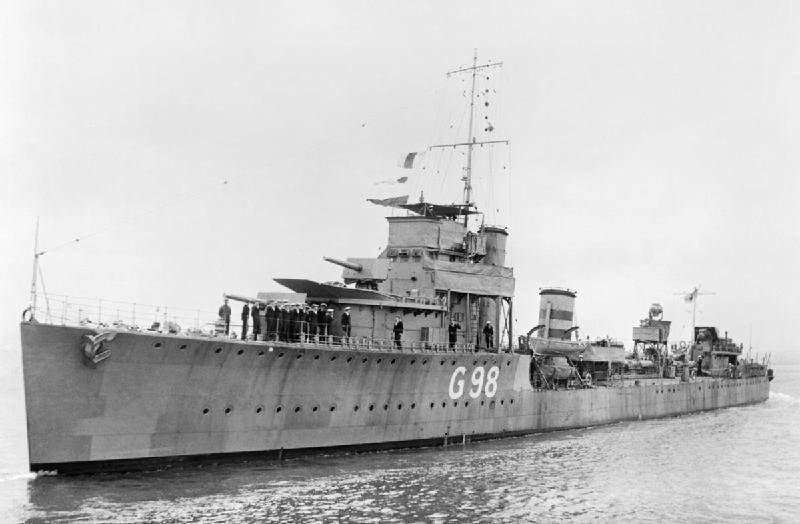

Una hora después del amanecer, Fort de la Crèche, cerca de Wimereux, al norte de Boulogne, fue capturado por las tropas alemanas. La posibilidad de refuerzos desde Calais se vio frustrada por la aparición de blindados alemanes en el perímetro norte. Fox-Pitt observó que tendría que defender el puerto con los únicos dos batallones de la Guardia y las tropas francesas y británicas variadas allí presentes. Se examinó apresuradamente el AMPC en busca de hombres con experiencia militar y armado con fusiles tomados de los otros. Los 800 hombres de la fuerza del AMPC fueron enviados aceleradamente a la brecha entre los dos batallones de la Guardia y otros 150 fueron enviados a reforzar a la Guardia Galesa. Los artilleros antiaéreos que vigilaban las carreteras del sur destruyeron dos tanques alemanes con sus cañones antiaéreos de 3,7 pulgadas y luego se retiraron.
Los alemanes iniciaron un ataque de pinza en las posiciones de las Guardias Galesa e Irlandesa y, para las 10:00, la pinza sur, apoyada por artillería y apoyo aéreo, había hecho insostenibles las laderas abiertas alrededor de la ciudad; la Guardia se vio obligada a regresar a la ciudad. El VIII Cuerpo Aéreo (Generalmajor Wolfram Freiherr von Richthofen) envió Stukas para destruir las fortificaciones en Boulogne, cosa que fue de gran ayuda para las fuerzas atacantes. Vimy llegó al mediodía con una partida de demolición naval y Force Buttercup, una partida costera de los Marines Reales, comenzó a embarcar bajas y al AMPC. Fox-Pitt recibió órdenes de Vimy de defender Boulogne a toda costa, ya que su contacto por radio con Inglaterra se había perdido ese mismo día. La Marina Real y una flotilla de destructores franceses dirigida por el capitán Yves Urvoy de Portzamparc, compuesta por los grandes destructores Chacal y Jaguar y los destructores más pequeños Fougueux, Frondeur, Bourrasque, Orage, Foudroyant, Cyclone, Siroco y Mistral dieron apoyo de fuego a las tropas en las afueras de la ciudad.
El comandante de la 2.ª División Panzer destacó que los británicos y los franceses en Boulogne «luchaban tenazmente por cada palmo de terreno» y no sabía si los británicos estaban evacuando o reforzando el puerto. Durante un momento de pausa esa tarde, el destructor HMS Keith atracó y empezó a embarcar tropas del AMPC. Un ataque de la Luftwaffe fue interceptado por Spitfires del 92.º Escuadrón de la Real Fuerza Aérea (RAF), pero los comandantes de ambos destructores británicos murieron por las esquirlas de las bombas. El Frondeur fue alcanzado e inutilizado por bombarderos en picado Stuka del I./Sturzkampfgeschwader 77, el Orage fue hundido y el destructor británico Whitshed resultó dañado por un impacto cercano. El 92.º Escuadrón perdió cinco pilotos: dos fueron muertos, dos capturados y uno herido, con un avión derribado por Messerschmitt Bf 109 y los otros cuatro por Messerschmitt Bf 110. Para las 15:00, Fox-Pitt había retirado a la brigada a posiciones en la ciudad y había movido su cuartel general más cerca del muelle para contactar mejor con los destructores, su único enlace con Londres. Con la artillería alemana teniendo la ventaja del fuego observado para barrer los muelles, envió un mensaje a Londres diciendo «situación grave». Poco antes de las 18:00, Keith recibió órdenes para una evacuación inmediata de los británicos y la notificación de que cinco destructores estaban parados en la costa de Boulogne proporcionando apoyo de fuego o estaban en camino. Fox-Pitt decidió continuar con la evacuación del AMPC mientras la Guardia realizaba una retirada de combate hacia el puerto, pero la comunicación con las tropas británicas en el perímetro solo era posible mediante un informador enviado. Los puentes defendidos por la Guardia fueron demolidos por los Ingenieros Reales antes de que la Guardia Irlandesa parapetara las calles con vehículos y se retirase al puerto. Los 800 gastadores liderados por Dean fueron los primeros en retirarse del perímetro, ya que Dean estaba lejos de su cuartel general cuando llegó la orden de retirada. Armados únicamente con fusiles, los gastadores habían intentado obstaculizar a los alemanes con barricadas improvisadas y afirmaron haber destruido un tanque encendiendo gasolina debajo de él. Dean utilizó sus reservas para relevar dos puestos avanzados que habían quedado aislados, lo que dio lugar a una encarnizada lucha cuerpo a cuerpo.

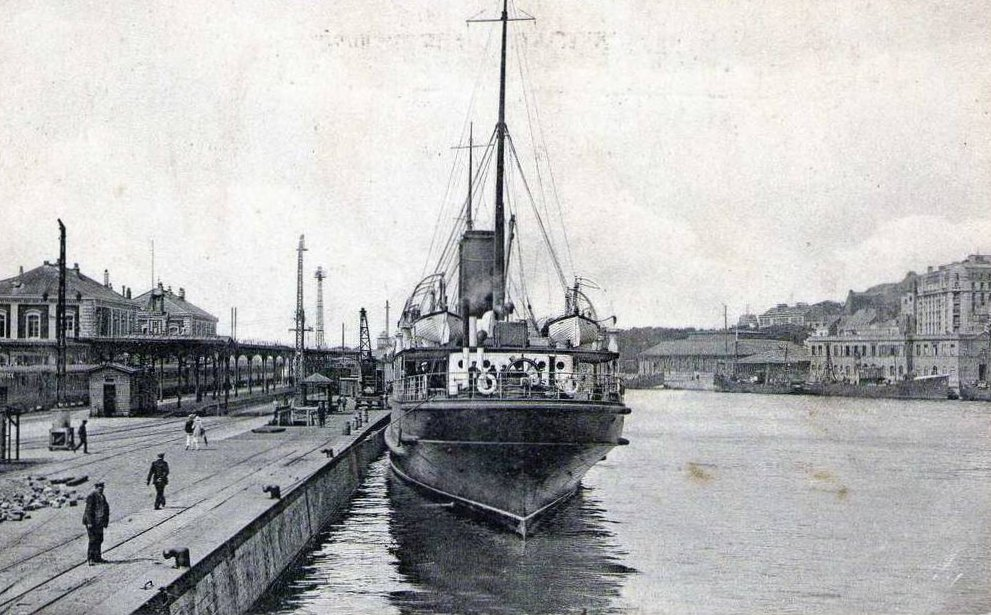

El Vimiera y el Whitshed reemplazaron al Vimy y al Keith, embarcando a muchos de los marines y guardias. El puerto estaba repleto de buques; dos gruppen (grupos de unos 30 aviones, similares a un ala de la RAF) de Stukas no consiguieron alcanzar a los buques, pero las bombas impactaron en el muelle cerca del Vimy y del Keith y causaron algunas bajas. Los destructores HMS Venomous y Wild Swan llegaron y empezaron a embarcar a la Force Buttercup y al resto de la Guardia Irlandesa. Con los alemanes en posiciones dominando el puerto, los guardias y los buques se enzarzaron en un duelo con la artillería alemana. Los tanques alemanes que avanzaban hacia el muelle fueron derribados por los cañones de 4,7 pulgadas del Venomous; un tanque giró «una y otra vez, como un niño haciendo una voltereta». Los cañones de campaña alemanes bombardearon el puerto mientras el destructor Venetia avanzaba por el estrecho canal de entrada, e impactaron al Venetia varias veces. Se declaró un incendio en el barco, pero se dio marcha atrás y se dejó paso al Venomous y al Wild Swan, que también partieron marcha atrás, el Venomous gobernando con sus motores, ya que el timón se había atascado.

### 24-25 de mayo
El destructor HMS Windsor llegó tras el anochecer y fue capaz de continuar con el embarque. Al salir del puerto, el capitán indicó que aún quedaban tropas británicas que debían ser evacuadas y el Vimiera regresó a Boulogne a la 01:30. El muelle estaba desierto, pero cuando el capitán llamó por megáfono a muchos hombres que estaban escondidos, la tripulación consiguió hacerlos subir a bordo. Cuando el Vimiera llegó a Dover a las 04:00, 1400 hombres desembarcaron (entre ellos Arnold Ridley). La mayoría de las tropas británicas se había marchado, pero aún quedaban unos 300 guardias galeses. La falta de equipos inalámbricos dejó incomunicadas a tres de las compañías de vanguardia de la Guardia Galesa y, para cuando se enteraron de la evacuación, dos compañías estaban aisladas del puerto. Las compañías se dividieron en grupos más pequeños e intentaron una escapada hacia el noreste. Lanquetot estaba apostado en la Haute Ville, esperando la llegada de elementos de la 21.ª División. Cuando descubrió el desastre que había sufrido su división, organizó la defensa de la ciudad lo mejor que pudo.

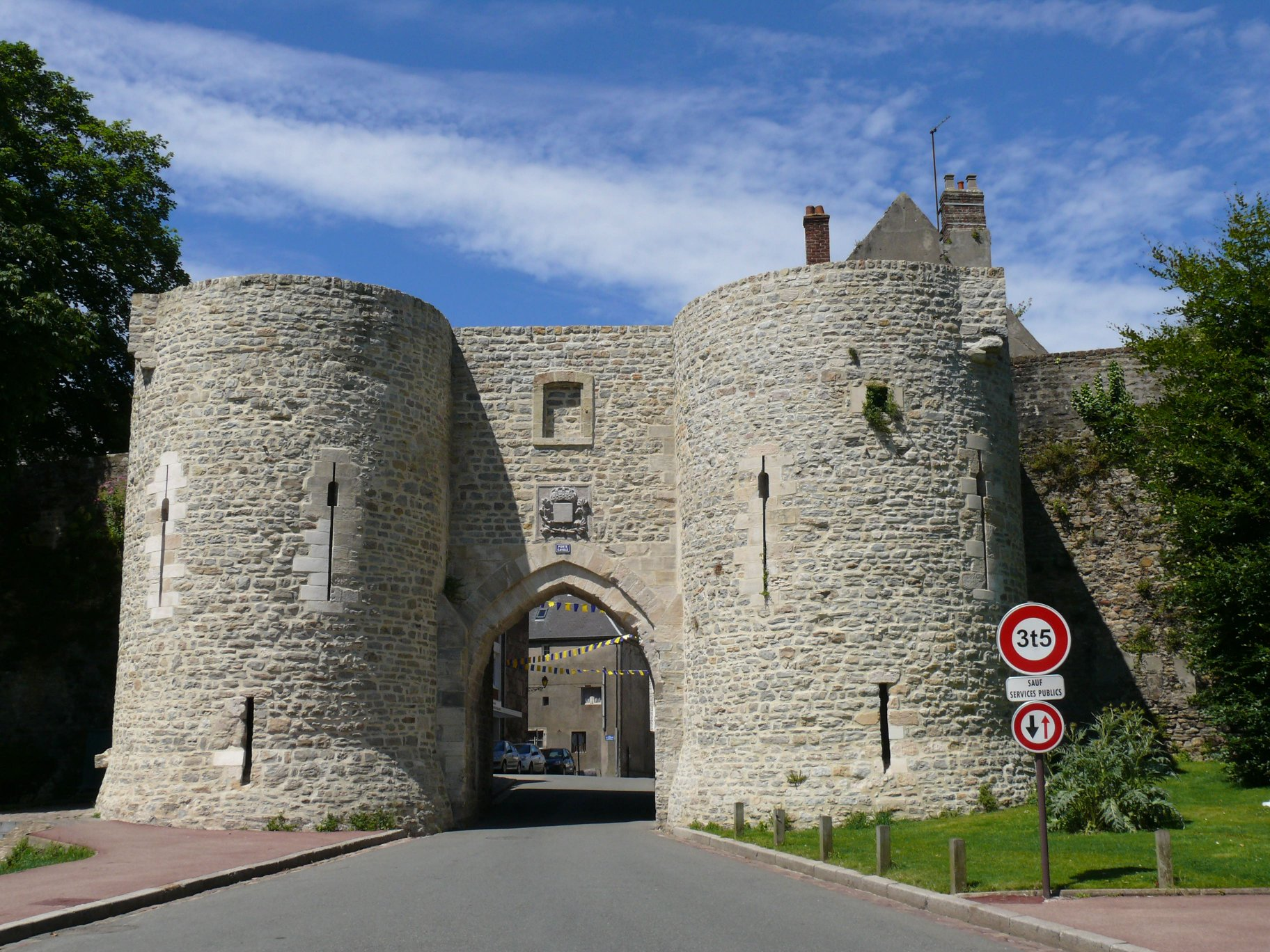

Los ataques alemanes contra la ciudad a las 18:00 y a las 20:00 fueron rechazados y se informó de la destrucción de algunos tanques alemanes. La Marina francesa continuó su fuego de apoyo, pero el Fougueux y el Chacal resultaron dañados por la Luftwaffe; Chacal fue hundido al día siguiente por la artillería alemana. Durante la noche, unos 100 soldados franceses intentaron escapar hacia Dunkerque, pero fracasaron. Al amanecer del 25 de mayo, los alemanes intentaron una escala de asedio utilizando granadas y lanzallamas, apoyados por cañones de 88 mm y, a las 08:30 horas, Lanquetot se rindió. Las tropas alemanes contaron con el apoyo de los Stukas del Sturzkampfgeschwader 2 (StG 2). Los Stukas demolieron la ciudad y tuvieron su primer encuentro con el Mando de Caza de la RAF y perdieron cuatro aviones sobre Boulogne y Calais.
La última unidad británica en Boulogne fue la 3.ª Compañía de la Guardia Galesa (mayor Windsor Lewis); la 3.ª Compañía no llegó al muelle hasta el amanecer y Vimiera se había marchado. Lewis se hizo cargo de un gran grupo de rezagados en los cobertizos del muelle compuesto por guardias, 120 soldados franceses, 200 tropas del AMPC, 120 ingenieros reales y 150 refugiados civiles; la mayoría de los pioneros estaban desarmados. Cuando los cobertizos fueron atacados por los alemanes, Lewis trasladó al grupo a la Gare Maritime (estación de ferrocarril del puerto) e hizo construir barricadas de sacos de arena. La noche del 24 de mayo, bajo el fuego de tanques y ametralladoras, repelieron a un grupo alemán que se acercó al muelle en una barca. Sin alimentos, faltos de munición y sin esperanzas de evacuación, la fuerza se rindió a la 13:00 del 25 de mayo. Los alemanes capturaron a 5000 soldados aliados en Boulogne, la mayoría de los cuales eran franceses. Muchos de los prisioneros fueron puestos a trabajar reparando las fortificaciones del puerto para resistir un asalto anfibio británico.

## Consecuencias

### Análisis

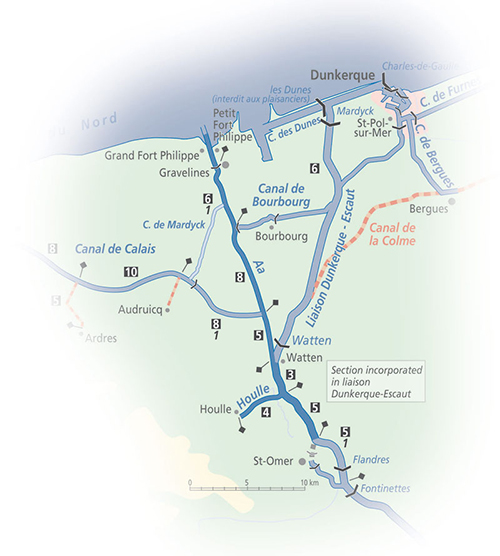

En la historia oficial británica, Lionel Ellis escribió que la batalla demostró «la facilidad con la que pueden surgir malentendidos entre aliados en una situación tan confusa». La 20.ª Brigada de la Guardia se había retirado hacia las afueras de Boulogne la mañana del 23 de mayo tras resistir ataques desde todos los flancos desde las 07:30. Lanquetot señaló que los británicos se retiraban precipitadamente, quizás sin ser conscientes de la ferocidad con la que estaba siendo contestada la retirada. La comunicación entre Fox-Pitt y el cuartel general francés de la Ciudadela fue cortada por el avance alemán entre la Ciudadela y las posiciones de la Guardia en la baja ciudad. Fox-Pitt recibió órdenes de evacuar a las tropas británicas, pero no a las francesas. La mañana del 24 de mayo, cuando Lanquetot descubrió que los británicos se habían marchado, hubo quejas francesas sobre la «deserción» británica. Para los británicos, la Guardia había sido enviada a Boulogne con poca antelación para mantener un puerto de transbordo de la BEF (entrepôt) y, cuando se volvió redundante, los dos batallones, insuficientes para mantener la ciudad, fueron retirados.
Las acusaciones de que los británicos habían abandonado a los franceses pueden haber influido en Churchill para ordenar a la guarnición de Calais que luchara hasta el final durante el asedio. La decisión fue polémica, ya que se podría haber evacuado a los británicos en Calais después de haber frenado el avance alemán hacia Dunkerque. Ellis escribió que el retraso de cinco horas del ataque del XIX Cuerpo contra Boulogne el 22 de mayo, ordenado por el Generaloberst (coronel general) Ewald von Kleist, había sido criticado en el diario de guerra del cuerpo. Mantener a la 10.ª División Panzer en reserva durante los ataques a Boulogne y Calais significaba que la línea del canal del Aa, el perímetro occidental de las defensas de Dunkerque, no podía ser atacada simultáneamente. Sin la demora, los preparativos de la 20.ª Brigada de la Guardia en Boulogne también podrían haberse interrumpido. El largo y expuesto flanco del Grupo de Ejércitos A, el incierto control alemán sobre Amiens y Abbeville y la posesión aliada de Arrás significaban que la ventajosa situación de la que gozaban los alemanes el 22 de mayo podría haber cambiado en beneficio de los Aliados. El retraso alemán no fue excesivo, ya que no se sabía si el contraataque aliado en Arrás había terminado. En 1954, el historiador naval Stephen Roskill escribió que el avance del XIX Cuerpo hacia Dunkerque se retrasó y que la defensa de Boulogne «contribuyó sin duda a ese fin» y ayudó a los aliados en la batalla de Dunkerque. Las Guardias Galesa e Irlandesa recibieron la distinción militar «Boulogne 1940».

## Órdenes de batalla

### XIX Cuerpo
De la historia oficial británica The War in France and Flanders 1939–1940 (1954 [edición de 2004]) a menos que se indique lo contrario.
- Panzergruppe Kleist (general de caballería Paul Ludwig Ewald von Kleist, jefe de Estado Mayor y general de brigada Kurt Zeitzler)
  - XIX Cuerpo (general de caballería Heinz Guderian)
    - 1.ª División Panzer (mayor general Friedrich Kirchner)
    - 2.ª División Panzer (mayor general Rudolf Veiel)
    - 10.ª División Panzer (mayor general Ferdinand Schaal)

  - XXXXI Cuerpo (mayor general Georg-Hans Reinhardt)
    - 6.ª División Panzer (general de brigada Werner Kempf)
    - 8.ª División Panzer (coronel Erich Brandenberger)

### Guarnición de Boulogne
| Buque     | Tropas |
| --------- | ------ |
| Keith     | 180    |
| Vimy      | 150    |
| Whitshed  | 580    |
| Vimiera   | 1955   |
| Wild Swan | 400    |
| Windsor   | 600    |
| Venomous  | 500    |
| Total     | 4365   |

De la historia oficial británica The War in France and Flanders 1939–1940 (1954 [edición de 2004]) a menos que se indique lo contrario.
- 21.ª División de Infantería (general Pierre Louis Félix Lanquetot)
  - Compañía de cuartel general, 48.º Regimiento de Infantería
- Unidades de entrenamiento franceses y belgas
- 20.º Grupo de Brigada de la Guardia (brigadier William Fox-Pitt)
  - 2.º Batallón, Guardia Irlandesa
  - 2.º Batallón, Guardia Galesa
  - 20.ª Compañía Antitanque de Brigada de la Guardia
  - 69.º Regimiento Antitanque, Artillería Real (una batería)
- 1500 hombres del Auxiliary Military Pioneer Corps (sin entrenar)
- Force Buttercup (partida de demoliciones de los Marines Reales)

### Libros
- Baker, A. (1986). Battle Honours of the British and Commonwealth Armies (en inglés). Londres: Ian Allan. ISBN 978-0-7110-1600-2.
- Bond, B.; Taylor, M. D., eds. (2001). The Battle for France & Flanders Sixty Years On (en inglés) (1.ª edición). Barnsley: Leo Cooper. ISBN 978-0-85052-811-4.
- Churchill, W. S. (1949). Their Finest Hour. La Segunda Guerra Mundial (en inglés) II. Boston, MS: Mariner Books. OCLC 396145.
- Cooper, M. (1978). The German Army 1933–1945, its Political and Military Failure (en inglés). Briarcliff Manor, NY: Stein and Day. ISBN 978-0-8128-2468-1.
- Corum, James (2008). Wolfram von Richthofen: Master of the German Air War (en inglés). Lawrence, KS: Universidad de Kansas. ISBN 978-0-7006-1598-8.
- de Zeng, H. L.; Stankey, D. G.; Creek, E. J. (2009). Dive-Bomber and Ground-Attack Units of the Luftwaffe, 1933–1945: A Reference Source (en inglés) I. Londres: Ian Allan. ISBN 978-1-906537-08-1.
- Dildy, Douglas (2015). Fall Gelb 1940 (2): Airborne Assault on the Low Countries (en inglés). Londres: Osprey. ISBN 978-1-4728-0274-3.
- Ellis, Major L. F. (2004) [1954].  Butler, J. R. M., ed. The War in France and Flanders 1939–1940. History of the Second World War United Kingdom Military Series (en inglés) (pbk. repr. Naval & Military Press, Uckfield edición). HMSO. ISBN 978-1-84574-056-6. Consultado el 29 de junio de 2015.
- Franks, Norman (1997). Royal Air Force Fighter Command Losses of the Second World War: Operational losses: Aircraft and crews, 1939–1941 (en inglés) I. Leicester: Midland. ISBN 978-1-85780-055-5.
- Gardner, W. J. R. (2000). The Evacuation from Dunkirk: Operation Dynamo, 26 May – 4 June 1940 (en inglés). Londres: Frank Cass. ISBN 978-0-7146-5120-0.
- Hawkins, I. (2003). Destroyer: An Anthology of First-Hand Accounts of the War at Sea 1939–1945 (en inglés). Londres: Conway Maritime Press. ISBN 978-0-85177-947-8.
- Jackson, R. (1974). Air War Over France, 1939–1940 (en inglés). Londres: Ian Allan. ISBN 978-0-7110-0510-5.
- Jackson, R. (2002). Dunkirk: The British Evacuation, 1940 (en inglés). Londres: Cassell Military Paperbacks. ISBN 978-0-304-35968-4.
- Rohwer, Jürgen; Hümmelchen, Gerhard (1992) [1972]. Chronology of the War at Sea, 1939–1945: The Naval History of World War Two (en inglés) (2.ª edición). Annapolis, MD: Naval Institute Press. ISBN 978-1-55750-105-9.
- Roskill, S. W. (1954). The War at Sea. History of the Second World War (en inglés) I. Londres: HMSO. OCLC 174453980. Consultado el 26 de agosto de 2015.
- Sebag-Montefiore, H. (2006). Dunkirk: Fight to the Last Man (en inglés). Londres: Penguin. ISBN 978-0-14-102437-0.
- Smith, Peter (2011). The Junkers Ju 87 Stuka: A Complete History (en inglés). Londres: Crecy. ISBN 978-0-85979-156-4.
- Thompson, Julian (2009). Dunkirk: Retreat to Victory (en inglés). Londres: Pan Books. ISBN 978-0-330-43796-7.

### Enciclopedias
- Rickard, J. (18 de febrero de 2008). «Battle of Boulogne, 22–25 May 1940». Military History Encyclopaedia on the Web (en inglés). Consultado el 26 de agosto de 2015.

### Informes
- Windsor Lewis, J. C., «Report of Operations, 21st – 24th May, 2nd Battalion Welsh Guards by Major J. C. Windsor Lewis», The National Archives Catalogue Reference (en inglés), CAB 106/228, consultado el 26 de agosto de 2015.
- «Report on operations of 2nd. Battalion Irish Guards at Boulogne, 1940 May 21–23», The National Archives Catalogue Reference (en inglés), CAB 106/226, consultado el 17 de agosto de 2020.

## Leer más
- Cull, B.; Lander, Bruce; Weiss, Heinrich (2001). Twelve Days: The Air Battle for Northern France and the Low Countries, 10–21 May 1940, As Seen Through the Eyes of the Fighter Pilots Involved. London: Grub Street. ISBN 978-1-902304-12-0.
- Frieser, K-H. (2005). The Blitzkrieg Legend (trans. edición). Annapolis, MD: Naval Institute Press. ISBN 978-1-59114-294-2.
- Glover, Michael (1985). The Fight for the Channel Ports, Calais to Brest 1940: A Study in Confusion. London: Leo Cooper and Martin Secker & Warburg. ISBN 0-436-18210-6.
- Guderian, H. (1976) [1952]. Panzer Leader (repr. Futura, London edición). London: Michael Joseph. ISBN 978-0-86007-088-7.
- Horne, A. (1982) [1969]. To Lose a Battle: France 1940 (repr. Penguin, London edición). London: Macmillan. ISBN 978-0-14-005042-4.
- Warner, P. (2002) [1990]. The Battle of France, 1940: 10 May – 22 June (repr. Cassell Military Paperbacks, London edición). London: Simon & Schuster. ISBN 978-0-304-35644-7.